# L'Équipage en folie
L'Équipage en folie (The Naked Time) est le quatrième épisode de la première saison de la série télévisée Star Trek. Septième épisode à avoir été produit, il fut diffusé pour la première fois le 29 septembre 1966 sur la chaîne américaine NBC
Après avoir constaté le décès du personnel d'une base scientifique installée sur la planète Psi 2000, les membres de l'USS Enterprise se retrouvent infectés par un virus supprimant chez eux toute forme d'inhibition.
L'épisode évoque la lutte de l'homme contre son animalité et le premier voyage dans le temps.

## Distribution

### Acteurs principaux
- William Shatner : James T. Kirk (VF : Yvon Thiboutot)
- Leonard Nimoy : Spock (VF : Régis Dubost)
- DeForest Kelley : Leonard McCoy
- George Takei : Hikaru Sulu
- Nichelle Nichols : Uhura
- James Doohan : Montgomery Scott
- Grace Lee Whitney : Janice Rand

### Acteurs secondaires
- Bruce Hyde : lieutenant Kevin Thomas Riley
- Majel Barrett : infirmière Christine Chapel
- Stewart Moss : lieutenant Joe Tormolen
- William Knight : membre de l'équipage amoureux
- John Bellah : membre de l'équipage hilare

## Résumé
L’USS Enterprise entre en orbite autour de la planète Psi 2000, un monde semblable à la Terre dans un passé lointain, pour observer l’inéluctable désintégration de la planète.
Spock et le sous-lieutenant Joe Tormolen sont téléportés en combinaison spéciale dans un laboratoire sur la surface gelée, afin d’enquêter sur la mort horrible et suspecte des scientifiques de ces lieux. Par imprudence, Tormolen retire le gant de sa tenue protectrice pour se gratter le nez, ignorant qu’il vient d’être exposé à une substance toxique.
La mission d’exploration revient. Brusquement, Tormolen est frappé d’angoisse. L’état fébrile de Tormolen s’aggrave. Assis dans le mess, dans un état de dépression aggravée, Tormolen retourne le couteau contre lui, Sulu et Riley tentent de le désarmer mais en vain. Tormolen tombe sur son couteau ; Mc Coy et l’infirmière Christine Chapel ne peuvent le sauver.
La détérioration de Psi 2000 s’accélère, comme celle de l’équipage. Riley et Sulu, en service à la timonerie, montrent des signes d’infection. Ils deviennent lents à faire les corrections orbitales nécessaires. Sulu abandonne les commandes dans le but de faire des exercices et Riley devient insolent et insubordonné envers Spock. Maintenant, Sulu se prend pour un mousquetaire et arpente les coursives du vaisseau avec un fleuret pointu (sans mouche). De plus en plus fou, Sulu débarque sur la passerelle, prenant Nyota Uhura pour sa gente demoiselle, avant que Spock ne le neutralise avec une prise vulcaine.
La planète convulse, mais les commandes ne répondent plus. Sans énergie, l’Enterprise est à vingt minutes de sa propre destruction et la contagion continue à se répandre dans tout l’équipage. Même Spock perd le contrôle de ses émotions.
Scotty découvre que les moteurs ont été éteints. Un redémarrage normal demanderait au moins trente minutes. L’Enterprise, qui descend toujours vers la planète Psi 2000, n’est plus qu’à huit minutes de sa destruction. Un redémarrage à froid avec un contrôle d'implosion matière-antimatière est possible, mais il requiert toute l’attention de Spock. Pendant ce temps, McCoy a finalement trouvé un remède à l'épidémie.
L’implosion est un succès, mais avec un effet imprévu. En effet, l’Enterprise a été projeté dans le temps, trois jours avant son arrivée sur Psi 2000. Décidant de ne plus revenir sur cette planète, Kirk ordonne un changement de cap.

## Autour de l'épisode
- C'est le seul épisode où l'on voit apparaître un officier avec le grade de « sous-lieutenant » : Joe Tormolen.
- C'est le premier épisode où l'infirmière Christine Chapel apparaît.
- C'est aussi le premier épisode où l'acteur Eddie Paskey, qui joue un personnage en arrière-plan a un dialogue.

## Production

### Écriture
L'Équipage en folie est l'unique scénario écrit par John D. F. Black (en) alors « script éditor » une sorte de directeur d'écriture dont le travail consistait à superviser les scripts de la série afin qu'ils soient en adéquation avec l'univers de la série. L'épisode fut l'un des premiers à être planifié, en avril 1966, quelques mois après le feu vert de NBC pour une saison complète de Star Trek. L'idée derrière cet épisode est de présenter la psychologie des personnages, avec l’antagonisme intérieur de Spock entre sa part humaine et sa part vulcaine, mais aussi le conflit qui habite Kirk entre son désir d’une vie normale et son amour passionné pour son vaisseau.
À l’origine, l’épisode devait être en deux parties. La première partie devait se terminer par un « cliffhanger » avec l’Enterprise remontant le temps. La fin a été changée pour en faire un épisode isolé et le script de la deuxième partie a été recyclé pour faire l'épisode Demain sera hier. Le premier jet du script de L'Équipage en folie est livré le 23 juin 1966. Toutefois, Gene Roddenberry en aurait réécrit une partie, sans l'accord de Black.
La version finalisée du script sera finie le 28 juin avec des pages réécrites lors du tournage du 1er juillet et 5 juillet afin d'en faire un épisode unitaire.

### Tournage
Le tournage eu lieu du 30 juin au 11 juillet 1966 au studio de Desilu sur Gower Street à Hollywood.
À l’origine Black avait planifié que Sulu devait se prendre pour un samouraï et brandir non pas un fleuret, mais un katana. George Takei parvint à le convaincre que cela véhicule trop de stéréotypes raciaux. Le katana est alors remplacé par le fleuret et l'allusion au samouraï fut remplacé par une avec des mousquetaire. George Takei a pris très au sérieux cette scène, au point de prendre des leçons d’escrime avec Faulkner, le chorégraphe des combats dans Les Aventures de Robin des Bois avec Errol Flynn. Sur le plateau, entre les scènes, Takei continuait à s’entraîner à l’épée, manquant de percer le nez de James Doohan par accident. Durant le tournage de la scène sur la passerelle, il a involontairement touché William Shatner à la poitrine.
Selon son auto-biographie, c'est Leonard Nimoy qui a suggéré de rajouter les scènes où Spock se met à avoir des émotions au lieu d'une scène plus comique où un ingénieur tentait de peindre des moustaches sur Spock. La scène fut bouclée en une seule prise.
La combinaison environnementale portée par Spock et Tormolen quand ils sont sur Psi 2000 fut construite à partir de rideaux de douche. De même, le corps de femme trouvé sur Psi 2000 est en réalité un mannequin.

## Diffusions

### Diffusion aux États-Unis
L'épisode fut retransmis à la télévision pour la première fois le 29 septembre 1966 sur la chaîne NBC en tant que quatrième épisode de la première saison.

### Diffusion au Royaume Uni et au Québec
L'épisode fut le deuxième épisode de Star Trek à être diffusé au Royaume Uni le 19 juillet 1969 sur BBC One.
En version francophone, l'épisode fut diffusé au Québec en 1971. 

### Diffusion en France
En France, l'épisode est diffusé le 5 juillet 1986 lors de la rediffusion de l'intégrale de Star Trek sur La Cinq.

## Réception critique
L'épisode est l'un des préférés des fans de Star Trek et souvent rediffusé lors des conventions. Les moments les plus appréciés sont ceux où Kirk parle à son vaisseau, les répliques de Riley, la chanson I'll Take You Home Again, Kathleen, le son spécifique du virus quand il passe d’une personne à l’autre et la scène où Sulu surgit dans les couloirs avec son fleuret. L'épisode est le préféré de George Takei sur la série et il en consacra un chapitre entier dans son autobiographie To the Stars. C'est aussi l'un des épisodes préférés de Leonard Nimoy avec Les Mines de Horta, Contretemps, Un tour à Babel, Le Mal du pays et Un coin de paradis.
Dans un classement pour le site Hollywood.com, Christian Blauvelt place cet épisode à la 18e position sur les 79 épisodes de la série originelle. L'épisode fut nommé aux Hugo Award en 1967 dans la catégorie « Best Dramatic Presentation » et figure dans le livre Star Trek 101 de Terry J. Erdmann et Paula M. Block comme l'un des dix meilleurs épisodes de la série.
L'épisode connait une suite dans la série Star Trek : La Nouvelle Génération avec l'épisode L'Enterprise en folie. On peut aussi voir un extrait de cet épisode dans le film de 2014 X-Men: Days of Future Past.

## Novélisation
L'épisode fut novélisé sous forme d'une nouvelle de 15 pages portant le titre de The naked time par l'auteur James Blish dans le livre Star Trek, un recueil compilant différentes histoires de la série et sorti en janvier 1967 aux éditions Bantham Books. En France, cette novélisation fut publiée en 1991 aux éditions Claude Lefrancq Éditeur sous le nom Un vent de folie dans le recueil Star Trek 1 : La dernière créature, traduit par Paul Couturiau.

## Éditions commerciales
Aux États-Unis, l'épisode est disponible sous différents formats. En 1985, l'épisode est sorti en VHS et Betamax. L'épisode sortit en version remastérisée sous format DVD en 1999 et 2004. Il connut une remasterisation sortie le 30 septembre 2006 avec de tout nouveaux effets spéciaux.
En France, l'épisode fut disponible avec l'édition VHS de l'intégrale de la saison 1, sortie le 13 janvier 2000. L'édition DVD est sortie le 30 août 2004 et l'édition Blu-ray le 29 avril 2009.